# Zygophyxia retracta
Zygophyxia retracta is een vlinder uit de familie spanners (Geometridae). De wetenschappelijke naam van deze soort is voor het eerst geldig gepubliceerd in 2006 door Hausmann.
De soort komt voor in tropisch Afrika.